# Zamach w Ankarze (2015)
Zamach w Ankarze – atak terrorystyczny, który miał miejsce 10 października 2015 roku przy dworcu kolejowym w Ankarze. Zginęło 109 osób, a około 400 zostało rannych. Jest to największy pod względem liczby ofiar zamach terrorystyczny, w historii Turcji. 

## Przebieg zamachu
Do eksplozji dwóch bomb doszło 10 października 2015 roku o godzinie 10:04 czasu miejscowego przed dworcem kolejowym w Ankarze. Eksplozje nastąpiły tuż przed rozpoczęciem pokojowego protestu zorganizowanego przez Demokratyczną Partię Ludową, związek zawodowy i organizację pozarządową przeciwnych odnawianiu konfliktu pomiędzy bojownikami kurdyjskimi i władzami. Po zamachu ogłoszono trzydniową żałobę narodową. Według premiera Ahmeta Davutoğlu zamachu dokonało Państwo Islamskie.

## Zamachowcy
Według ustaleń tureckich władz zamachowcami byli Yunus Emre Alagöz – młodszy brat zamachowca, który dokonał 20 lipca 2015 roku zamachu w Suruç oraz Ömer Deniz Dünda.